# Park Narodowy Caura
Park Narodowy Caura (hiszp. Parque nacional Caura) – park narodowy w Wenezueli położony w stanach Bolívar i Amazonas. Został utworzony 21 marca 2017 roku. Zajmuje obszar 75 339,52 km², co czyni go jednym z największych pod względem powierzchni parków narodowych na świecie. 

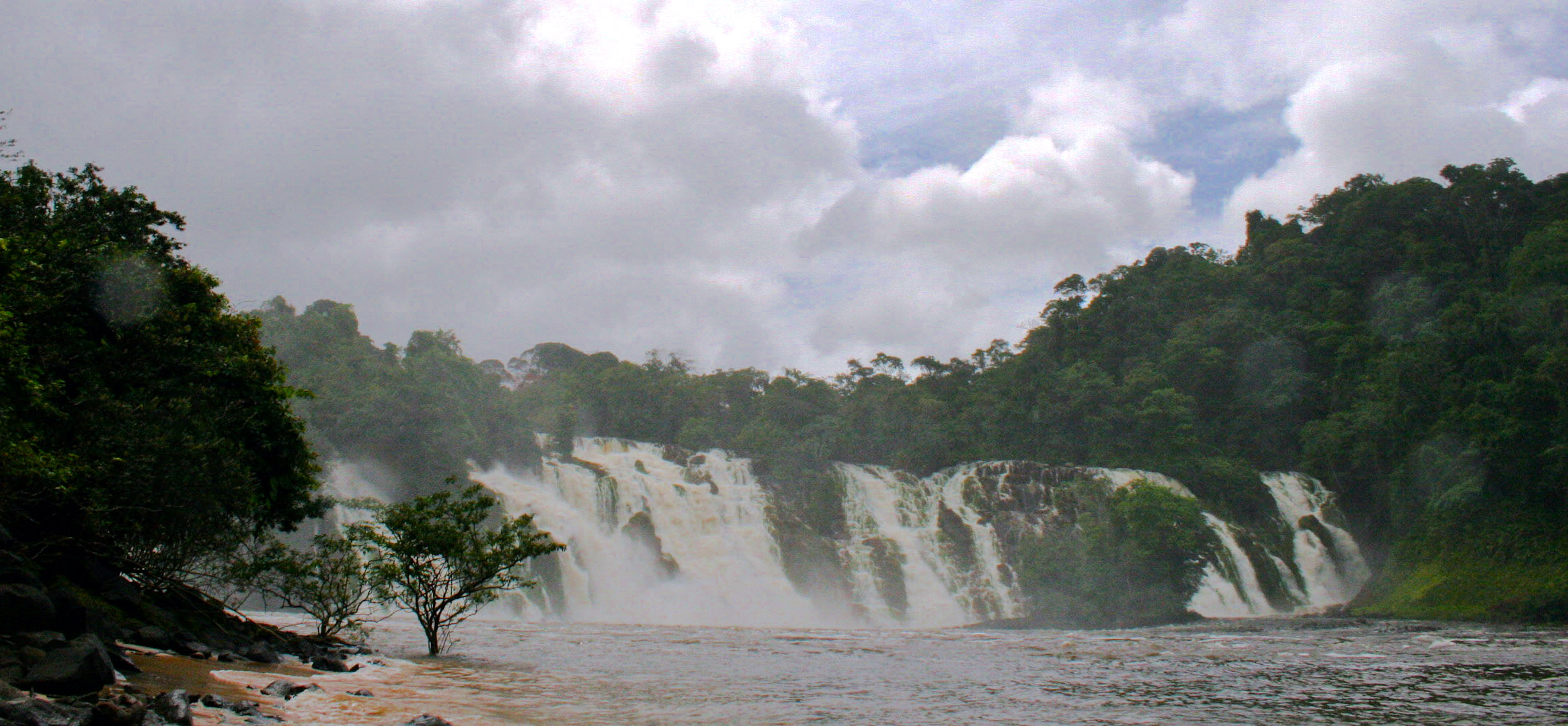
Fragment wodospadu Salto Pará

## Opis
Park obejmuje duży fragment Wyżyny Gujańskiej, głównie w dorzeczu rzeki Caura, w środkowej części Wenezueli. Prawie w całości pokrywa go wilgotny las równikowy. Występuje tu wiele rzek, potoków i wodospadów, w tym jeden z największych wodospadów na świecie – Salto Pará (5608 metrów szerokości). Park zamieszkuje rdzenna ludność z grup Yekwana, Sanema Hoti, Pemón, Hivi (Guajibo), Eñepa i Kariñas. Flora i fauna parku nie została dokładnie zbadana.

## Flora i fauna
Do tej pory w parku odnotowano 2657 gatunków roślin, pogrupowanych w 661 rodzajów i 172 rodziny. Stwierdzono tu 168 gatunków ssaków, 46 gatunków gadów, 16 gatunków płazów oraz 475 gatunki ptaków.
Ssaki to zagrożone wyginięciem (EN) czepiak czarci i inia amazońska, narażone na wyginięcie (VU) tapir amerykański, arirania amazońska, manat karaibski, mrówkojad wielki i pekari białobrody, a także m.in.: paka nizinna, akuczi zielony, pekariowiec obrożny, dydelf czarnouchy, jaguar amerykański, puma płowa, hirara amerykańska, sotalia przybrzeżna, pakożer leśny i małousznik amerykański.
Ptaki występujące w parku to narażona na wyginięcie (VU) harpia wielka, a także m.in.: czubacz kędzierzawy, czubacz rdzawosterny i indygówka wenezuelska.
Żyjące tu gady to m.in. narażony na wyginięcie (VU) Podocnemis unifilis oraz arrau.